# Groninger Museum

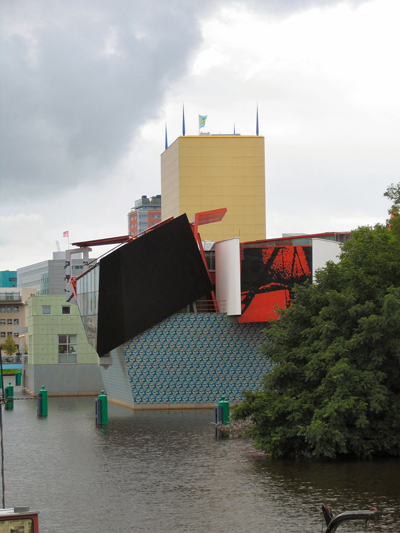
Groninger Museum

Groninger Museum är ett museum för modern och samtida konst i Groningen i norra Nederländerna. Museet invigdes 1894 och byggdes ut 1994. Tillbyggnaden ritades av det österrikiska arkitektkontoret Coop Himmelb(l)au.